# Ши, Доми
Доми Ши (англ. Domee Shi, кит. трад. 石之予, пиньинь Shí Zhīyǔ, палл. Ши Чжию; род. 8 сентября 1989, Чунцин, Китай) — канадская сценаристка, аниматор и режиссёр китайского происхождения. Она сняла короткометражный мультфильм «Бао» (2018) и полнометражные мультфильмы «Я краснею» (2022) и «Элио» (2025), став первой женщиной, снявшей  короткометражный фильм, а затем и первой женщиной-режиссёром полнометражного фильма для студии Pixar.
В 2019 году Ши выиграла премию «Оскар» за лучший анимационный короткометражный фильм за мультфильм «Бао» и получила номинации на 43-ю премию «Энни», премию INOCA и премию кинофестиваля «Трайбека». Она также была номинирована на премию «Оскар» за лучший анимационный полнометражный фильм за мультфильм «Я краснею».

## Ранние годы
Ши родилась 8 сентября 1989 года в Чунцине. Она мигрировала в Канаду вместе с родителями в возрасте двух лет. Семья Ши провела шесть месяцев в Ньюфаундленде, после чего переехала в Торонто, где Ши росла, узнавая об искусстве от своего отца, который был профессором изящных искусств в колледже и художником-пейзажистом в Китае. При создании «Бао» и «Я краснею» Ши черпала вдохновение и руководство у своей матери. Ши вспоминает, что «[её] мать всегда следила за тем, чтобы [Ши] никуда не уходила и была в безопасности». Один из таких моментов, который в итоге был добавлен в «Я краснею», произошёл, когда Ши была подростком и хотела вписаться в общество своих сверстников: когда Ши была в школе со своими подругами, одна из них заметила мать Ши, которая спряталась за деревом, чтобы убедиться, что с Ши всё было в порядке. В детстве Ши смотрела много фильмов от студий Ghibli и Disney, которые познакомили её с азиатским кинематографом и анимацией.
Когда Ши училась в старшей школе, она смотрела аниме, читала мангу и стала вице-президентом школьного клуба аниме. Она присоединялась к онлайн-сообществам художников и загружала своё фанатское творчество на платформу DeviantArt. Это стало её первым знакомством с окружением единомышленников, которое помогло ей наладить контакты с другими художниками. «Я могла подписываться на художников и отправлять им электронные письма. Раньше [чтобы общаться с другими художниками] нужно было жить в Калифорнии или знать парня, который дружил с работником Disney, или что-то в этом роде», — говорила Ши. После окончания школы Ши решила поступить в колледж Шеридан, потому что там учились многие из её любимых художников.
В колледже Шеридан Ши изучала анимацию и окончила обучение в 2011 году. Во второй год обучения в колледже она записалась на курс Нэнси Бейман, чей класс она считает лучшим в своем стремлении к раскадровке. В последний год обучения Ши создала короткометражный фильм для задания. В 2009 году она прошла стажировку в видеостудии Chuck Gammage Animation в качестве прорисовщика, раскадровщика и аниматора.

## Карьера
После окончания колледжа Ши некоторое время работала инструктором по мультипликации, уделяя особое внимание дизайну персонажей и созданию комиксов. В 2011 году она прошла трёхмесячную стажировку в Pixar в качестве раскадровщицы. Первоначально заявление Ши было отклонено студией, но её отец убедил её попробовать снова. Ши заявила: «Я чувствовала, что мой голос ценят с самого начала моей карьеры, что случается редко». В 2014 году Ши создала анимационный веб-комикс My Food Fantasies, в котором она изобразила «необычные»» ситуации, связанные с едой. Позже Ши заявила, что у неё появился интерес к созданию историй о еде во время работы над My Food Fantasies. Первый полнометражный фильм, над которым работала Ши — «Головоломка» (2015). Она также участвовала в создании фильмов «Хороший динозавр» (2015), «Суперсемейка 2» (2018)  и «История игрушек 4» (2019).
Ши говорит, что она стремится к тому, чтобы киноиндустрия достигла такого уровня, когда людей будут идентифицировать в первую очередь как художников, а во вторую — по их гендерной и этнической принадлежности, заявляя, что это быстро надоедает, когда люди спрашивают, каково это — быть азиаткой. «В первую очередь я — нёрд! Я просто хотела создать что-то, о чём я могу рассказать моим коллегам и друзьям, а также поделиться с другими нёрдами по всему миру».

### Создание фильмов
Мультфильм «Бао» был разработан как «дополнительный проект» до и во время работы Ши над «Головоломкой» и в итоге был одобрен Pixar в 2015 году. Таким образом, Ши стала первой женщиной, снявшей короткометражный фильм для студии. Фильм дебютировал на кинофестивале «Трайбека» 2018 года, где он предшествовал показу «Суперсемейки 2» в кинотеатрах. Ши получила премию «Оскар» за лучший анимационный короткометражный фильм за «Бао», став первой небелой женщиной, получившей эту награду.
8 мая 2018 года стало известно, что Ши собирается снять полнометражный фильм для Pixar. 26 ноября 2018 года Ши подтвердила, что фильм находится в процессе разработки. 9 декабря 2020 года фильм Ши был анонсирован под названием «Я краснею». Первоначально планировалось, что фильм выйдет в кинотеатрах 11 марта 2022 года, но из-за участившихся случаев заражения омикрон-вариантом SARS-CoV-2 вместо этого он вышел в прямом эфире на Disney+ в тот же день. Студия Disney заявила, что «Я краснею» стал хитом номер один на Disney+, и в начале апреля 2022 года Pixar назначила Ши вице-президентом по творчеству, наряду с Эндрю Стэнтоном, Питером Соном и Дэном Скэнлоном.
5 октября 2022 года было подтверждено, что Ши работает над новым полнометражным фильмом для Pixar. 12 июня 2024 года Пит Доктер рассказал, что Ши работает над фильмом «Элио». В августе 2024 года было официально подтверждено, что Ши будет режиссёром фильма вместе с Мадлен Шарафьян, заменив изначального режиссёра Адриана Молину.

## Влияния
На Ши оказало влияние искусство её отца, поскольку в детстве он был её учителем рисования. «Типа, я спросила его, что он думает [насчёт фильма], и он сказал: „Мне очень понравилось, но у меня также есть замечания для тебя“. И я такая: „Ах, мой типичный папа“».
В интервью с Now Magazine Ши сказала, что при создании «Бао» она вдохновилась анимационными фильмами «Мои соседи Ямада» (1999) и «Унесённые призраками» (2001), однако наибольшее влияние на неё оказали её родители. Ши отмечает, что чрезмерная забота её матери о ней в детстве послужила главным источником вдохновения для создания мультфильма, особенно его финала. «Я хотела использователь этот фильм как способ исследовать отношения между гиперопекающей матерью и маленьким пельмешком, и показать это горько-сладкое чувство отпускания кого-то, кого ты так сильно любишь».
Для «Я краснею» Ши черпала вдохновение в опыте девочек-подростков, проходящих через пубертат. Она включила в фильм свой личный опыт и особенности родного города Торонто. «Это сторона девочек-подростков, которую вы раньше не видели. Мы такие же неловкие, потные и страстные, как и все мальчики». Ши стремилась создать более разнообразный состав героев фильма, включая китайско-канадскую семью главной героини Мэй и её друзей разных национальностей. Ши также старалась избегать тропа «небелый персонаж превращается в нечеловеческую форму», придав гигантской красной панде, в которую превращается Мэй, метафорическое значение «всего того беспорядка внутри неё, который хочет вырваться наружу».
Ши говорит, что многие из её идей приходят к ней благодаря различным культурам, которые окружают её. Поскольку после выхода фильмов «Суперкоманда Санджея» и «Тайна Коко» зрители начали ценить истории о людях с другой культурой и происхождением, Ши считает важным опираться на различные источники и создавать истории о других культурах.

## Фильмография

### Полнометражные мультфильмы
| Год  | Название          | Режиссёр | Сценарист | Раскадровщик | Старшая Творческая Команда Pixar |
| ---- | ----------------- | -------- | --------- | ------------ | -------------------------------- |
| 2015 | Головоломка       | Нет      | Нет       | Да           | Нет                              |
| 2015 | Хороший динозавр  | Нет      | Нет       | Да           | Нет                              |
| 2018 | Суперсемейка 2    | Нет      | Нет       | Да           | Нет                              |
| 2019 | История игрушек 4 | Нет      | Нет       | Да           | Нет                              |
| 2020 | Вперёд            | Нет      | Нет       | Нет          | Да                               |
| 2020 | Душа              | Нет      | Нет       | Нет          | Да                               |
| 2021 | Лука              | Нет      | Нет       | Нет          | Да                               |
| 2022 | Я краснею         | Да       | Да        | Нет          | Да                               |
| 2022 | Базз Лайтер       | Нет      | Нет       | Нет          | Да                               |
| 2023 | Элементарно       | Нет      | Нет       | Нет          | Да                               |
| 2024 | Головоломка 2     | Нет      | Нет       | Нет          | Да                               |
| 2025 | Элио              | Да       | Частично  | Нет          | Да                               |

### Короткометражные мультфильмы
| Год  | Название          | Режиссёр | Сценарист | Другое | Примечания                 |
| ---- | ----------------- | -------- | --------- | ------ | -------------------------- |
| 2018 | Бао               | Да       | Да        | Да     | Раскадровщик               |
| 2019 | Пёрл              | Нет      | Нет       | Да     | Озвучивание работниц офиса |
| 2019 | Котбуль           | Нет      | Нет       | Да     | Доверенное лицо сценариста |
| 2021 | Двадцать с чем-то | Нет      | Нет       | Да     | Доверенное лицо сценариста |
| 2021 | Нона              | Нет      | Нет       | Да     | Особая благодарность       |
| 2024 | Self              | Нет      | Нет       | Да     | Доверенное лицо сценариста |

### Мультсериалы
| Год       | Название               | Аниматор | Старшая Творческая Команда Pixar |
| --------- | ---------------------- | -------- | -------------------------------- |
| 2014–2015 | С приветом по планетам | Да       | Нет                              |
| 2022      | Тачки на дороге        | Нет      | Да                               |
| 2024      | Студия сновидений      | Нет      | Да                               |
| 2025      | Победа или поражение   | Нет      | Да                               |

### Оригинальные специальные выпускиDisney+
| Год  | Название                                | Роль              |
| ---- | --------------------------------------- | ----------------- |
| 2021 | A Spark Story                           | В роли самой себя |
| 2021 | Pixar 2021 Disney+ Day Special          | В роли самой себя |
| 2022 | Embrace the Panda: Making 'Turning Red' | В роли самой себя |

## Награды и номинации
| Награда                                             | Год  | Категория                                                          | Работа      | Результат    | Источник      |
| --------------------------------------------------- | ---- | ------------------------------------------------------------------ | ----------- | ------------ | ------------- |
| Оскар                                               | 2019 | Лучший анимационный короткометражный фильм                         | Бао         | Награда      | [ 22 ]        |
| Оскар                                               | 2023 | Лучший анимационный полнометражный фильм                           | Я краснею   | Номинация    | [ 37 ]        |
| Энни                                                | 2016 | Лучшая раскадровка в анимационном полнометражном фильме            | Головоломка | Номинация    | [ 38 ]        |
| Энни                                                | 2023 | Лучший анимационный полнометражный фильм                           | Я краснею   | Номинация    | [ 39 ]        |
| Энни                                                | 2023 | Лучшая режиссура в анимационном полнометражном фильме              | Я краснею   | Номинация    | [ 39 ]        |
| Энни                                                | 2023 | Лучший сценарий в анимационном полнометражном фильме               | Я краснею   | Номинация    | [ 39 ]        |
| Aliance of Women Film Journalists Awards            | 2023 | Лучший анимационный фильм                                          | Я краснею   | Номинация    | [ 40 ] [ 41 ] |
| Aliance of Women Film Journalists Awards            | 2023 | Лучший сценарий, написанный женщиной                               | Я краснею   | Номинация    | [ 40 ] [ 41 ] |
| Austin Film Critics Association Awards              | 2023 | Лучший анимационный фильм                                          | Я краснею   | Номинация    | [ 42 ] [ 43 ] |
| Austin Film Critics Association Awards              | 2023 | Лучший первый фильм                                                | Я краснею   | Номинация    | [ 42 ] [ 43 ] |
| Общество кинокритиков Бостона                       | 2022 | Лучший анимационный фильм                                          | Я краснею   | Награда      | [ 44 ]        |
| Премия Британской Академии в области кино           | 2023 | Лучший анимационный фильм                                          | Я краснею   | Номинация    | [ 45 ]        |
| Ассоциация кинокритиков Чикаго                      | 2022 | Лучший анимационный фильм                                          | Я краснею   | Номинация    | [ 46 ] [ 47 ] |
| Выбор критиков                                      | 2023 | Лучший анимационный полнометражный фильм                           | Я краснею   | Номинация    | [ 48 ]        |
| Dorian Awards                                       | 2023 | Анимационный фильм года                                            | Я краснею   | Номинация    | [ 49 ]        |
| Общество кинокритиков Флориды                       | 2022 | Лучший анимационный фильм                                          | Я краснею   | Награда      | [ 50 ] [ 51 ] |
| Ассоциация кинокритиков Джорджии                    | 2023 | Лучший анимационный фильм                                          | Я краснею   | Номинация    | [ 52 ] [ 53 ] |
| Золотой глобус                                      | 2023 | Лучший анимационный полнометражный фильм                           | Я краснею   | Номинация    | [ 54 ]        |
| Hollywood Critics Association Awards                | 2023 | Лучший анимационный фильм                                          | Я краснею   | Номинация    | [ 55 ] [ 56 ] |
| Hollywood Critics Association Awards                | 2023 | Лучший первый полнометражный фильм                                 | Я краснею   | Номинация    | [ 55 ] [ 56 ] |
| Hollywood Critics Association Midseason Film Awards | 2022 | Лучшая картина                                                     | Я краснею   | Номинация    | [ 57 ] [ 58 ] |
| Общество кинокритиков Хьюстона                      | 2023 | Лучший анимационный полнометражный фильм                           | Я краснею   | Номинация    | [ 59 ] [ 60 ] |
| NAACP Image                                         | 2023 | Выдающийся анимационный фильм                                      | Я краснею   | Номинация    | [ 61 ]        |
| Nickelodeon Kids' Choice Awards                     | 2023 | Любимый анимационный фильм                                         | Я краснею   | Номинация    | [ 62 ]        |
| Online Film Critics Society                         | 2023 | Лучший анимационный полнометражный фильм                           | Я краснею   | Номинация    | [ 63 ] [ 64 ] |
| Online Film Critics Society                         | 2023 | Лучший дебютный полнометражный фильм                               | Я краснею   | Номинация    | [ 63 ] [ 64 ] |
| Общество кинокритиков Сан-Диего                     | 2023 | Лучший анимационный фильм                                          | Я краснею   | Второе место | [ 65 ] [ 66 ] |
| Общество кинокритиков залива Сан-Франциско          | 2023 | Лучший анимационный полнометражный фильм                           | Я краснею   | Номинация    | [ 67 ] [ 68 ] |
| Спутник                                             | 2023 | Лучший анимационный фильм                                          | Я краснею   | Номинация    | [ 69 ] [ 70 ] |
| Seattle Film Critics Society Awards                 | 2022 | Лучший анимационный фильм                                          | Я краснею   | Номинация    | [ 71 ]        |
| Ассоциация кинокритиков Сент-Луиса                  | 2022 | Лучший анимационный фильм                                          | Я краснею   | Номинация    | [ 72 ]        |
| Ассоциация кинокритиков Торонто                     | 2023 | Лучший анимационный фильм                                          | Я краснею   | Награда      | [ 73 ]        |
| Ассоциация кинокритиков Торонто                     | 2023 | Лучший первый полнометражный фильм                                 | Я краснею   | Второе место | [ 73 ]        |
| Общество специалистов по визуальным эффектам        | 2023 | Выдающиеся визуальные эффекты в анимационном полнометражном фильме | Я краснею   | Номинация    | [ 74 ]        |
| Ассоциация кинокритиков Вашингтона                  | 2022 | Лучший анимационный фильм                                          | Я краснею   | Номинация    | [ 75 ]        |